# آرامگاه امیران قراقویونلو

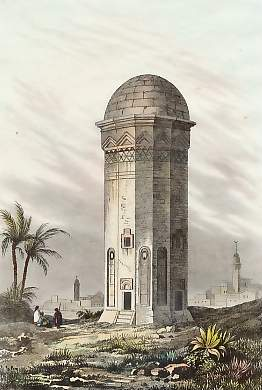

آرامگاه امیران قراقیونلو یا آرامگاه امیران ترکمان (ارمنی: "Կարա-Կոյունլուների դամբարան" ، ترکمنی: "Türkmen emirleriniň aramgähi") همچنین به نام آرامگاه امیر پیرحسین نیز شناخته می‌شود، مقبره‌ای ترکمان است که در سال ۱۴۱۳ ساخته شده و در روستای آرگاواند، استان آرارات، در حومه ایروان پایتخت ارمنستان قرار دارد. این بنا مقبره امیر سعد است (سردار قبیله تُرک سعدلو، که تیمور را از آسیای‌میانه همراهی کرده بود). این آرامگاه مرمت شده و در سال ۲۰۰۲ با تشریفات برای عموم بازگشایی شد.

## معماری
مقبره قراقیونلو دارای پلانی ده‌ضلعی است. نمای هر یک از بناهای یادبود از پایه برج تا اواسط راه تا گنبد امتداد دارد و از نظر معماری، به سه بخش تقسیم شده‌است. یک قسمت زیرین با یک ورودی، یک قسمت میانی با دو پنجره و عناصر تزئینی، و یک قسمت فوقانی شامل یک گنبد. بدنه اصلی برج از سنگ توف بوده و از آجر به عنوان ماده اصلی برای ساخت گنبد استفاده شده‌است.
عناصر تزئینی شامل یک روکش کاشی و سرامیک لعاب‌دار آبی و فیروزه‌ای است که هنوز در قسمت بالای برج، درست در زیر پایه گنبد و بالای یک کتیبه قابل مشاهده است. زیر تزئینات کاشی مقداری قالب تزئینی دیده می‌شود، در حالی که یک سازه مدور در نقش برجسته قسمت بالای برج مقبره به زبان عربی نوشته و با یک سوره معروف از قرآن آغاز می‌شود و بعد از امیر پیرحسین، پسر سعد ادامه یاد شده‌است. در کتیبه چنین آمده‌است:
"به نام خداوند بخشنده و مهربان! الله … غیر از او خدایی نیست، زنده (یا) واقعی. خواب او را احاطه نمی‌کند. او مالک همه چیز در آسمانها و زمین است. چه کسی دادخواست می‌کند، مگر با اجازه او؟ او می‌داند چه چیزهایی پیش از آنها بوده و چه چیزهایی پس از آنها خواهد آمد، در حالی که آنها از دانش او چیزی غیر از آنچه او می‌خواهد درک نمی‌کنند. ملکوت او آسمانها و زمین را در بر می‌گیرد و نگهبانی از آنها بر دوش او سنگینی نمی‌کند. همانا او بزرگ و بلند مرتبه است. دستور ساخت این مقبره مبارک (قبه) بزرگترین، نجیب‌ترین، سخاوت و بزرگواری فراوان، حمایت پادشاهان و سلاطین، پناهگاه ضعیفان و مستمندان، نگهبان دانشمندان و کسانی که به دنبال دانش هستند، کمک به فقرا و مسافران، شکوه دولت و ایمان، امیر پیرحسین، فرزند امیر منتخب مرحوم، که تحت حمایت خود، مهربانترین امیر سعد، … ممکن است زمین بر او روشن شود… در روزهای سلطنت سلطان بزرگ، سخاوتمندترین خاقان، سلطان سلاطین در شرق و غرب، یار دولت و ایمان، پیر بوداق خان و یوسف نویان … خداوند قدرت آنها را پایدار نگه دارد، در پانزدهم ماه رجب سال ۸۱۶ [۱۱ اکتبر ۱۴۱۳]."

## تاریخ مدرن
در دسامبر سال ۲۰۱۲، در جلسات سطح بالا بین ارمنستان و ترکمنستان، پیشنهاد شد که به طور مشترک بنای یادبود و گنبد آن مرمت شود. در ژوئن ۲۰۱۳ پروژه مرمت مقبره ارائه شد و در فوریه ۲۰۱۵، به دستور وزارت فرهنگ ارمنستان، بازسازی و تعمیر مقبره توسط یک شرکت ساختمانی ارمنی آغاز شد. توافق نامه‌ای بین وزارت آموزش، علوم، فرهنگ و ورزش ارمنستان و وزارت فرهنگ ترکمنستان وجود دارد. ترکمنستان نیز، کلیسای ارمنی را در خاک ترکمنستان تعمیر خواهد کرد. 

## نگارخانه

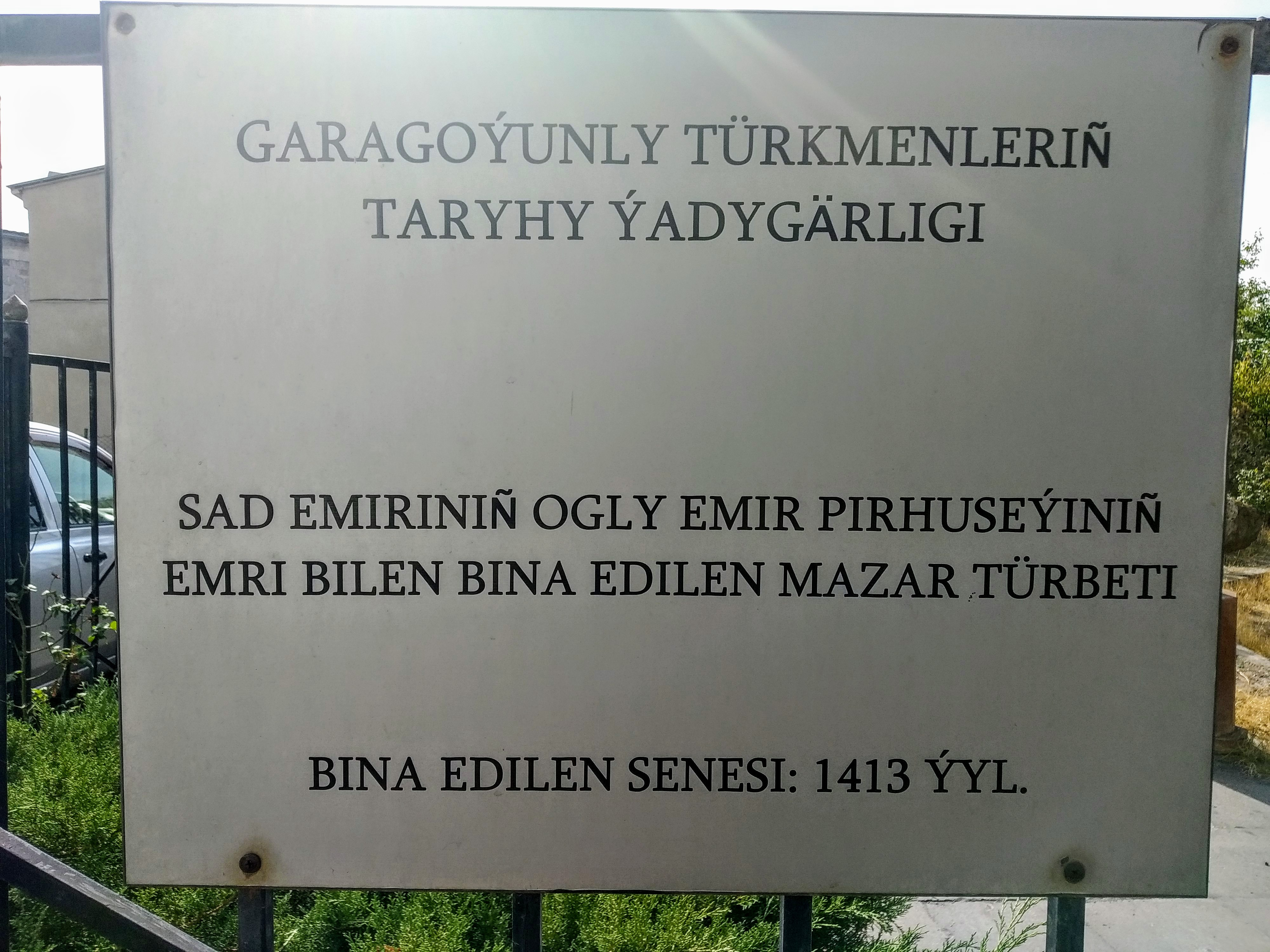
تابلوی راهنما در ورودی مقبره به زبان ترکمنی.
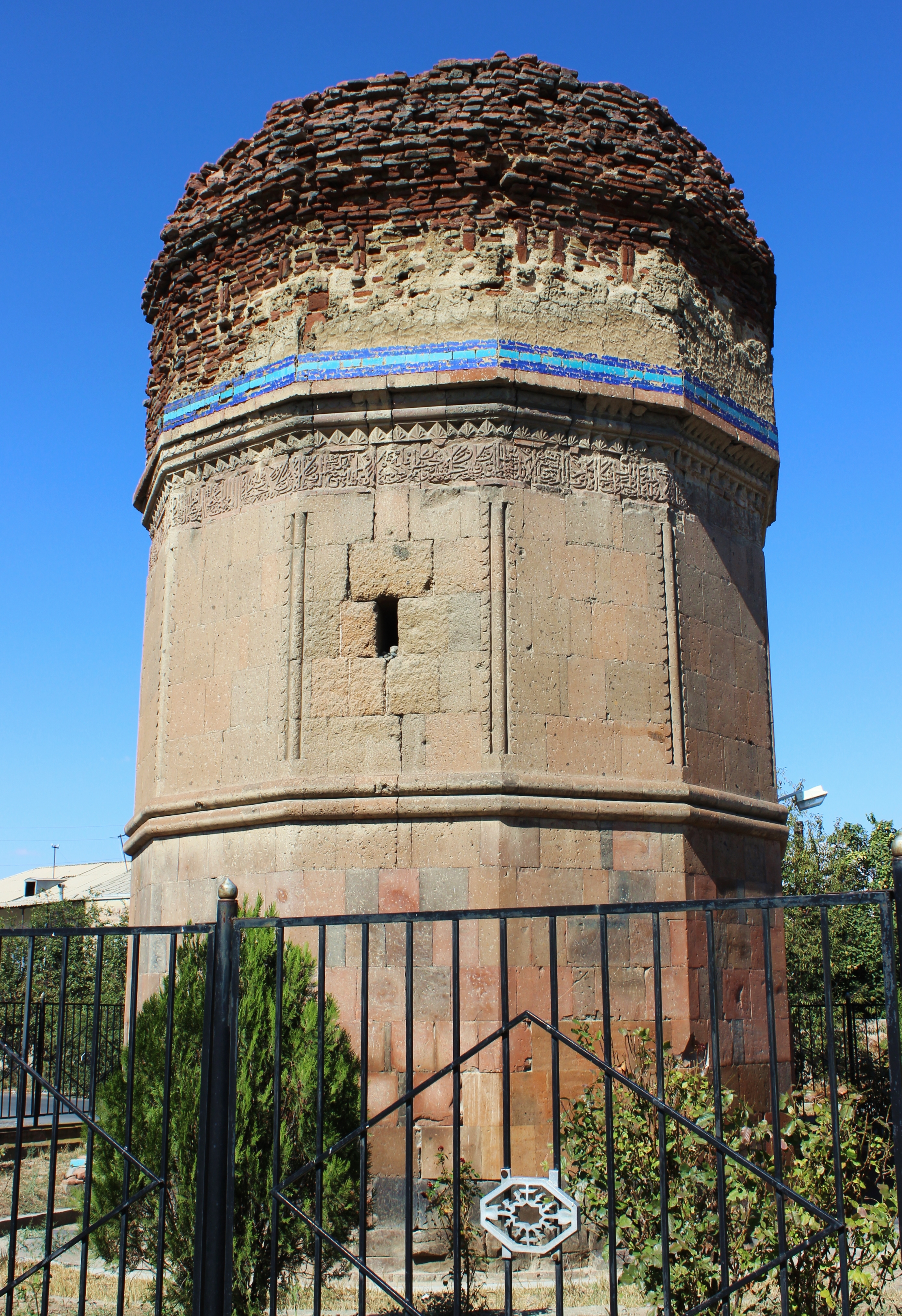
نمای جنوبی بقعه.
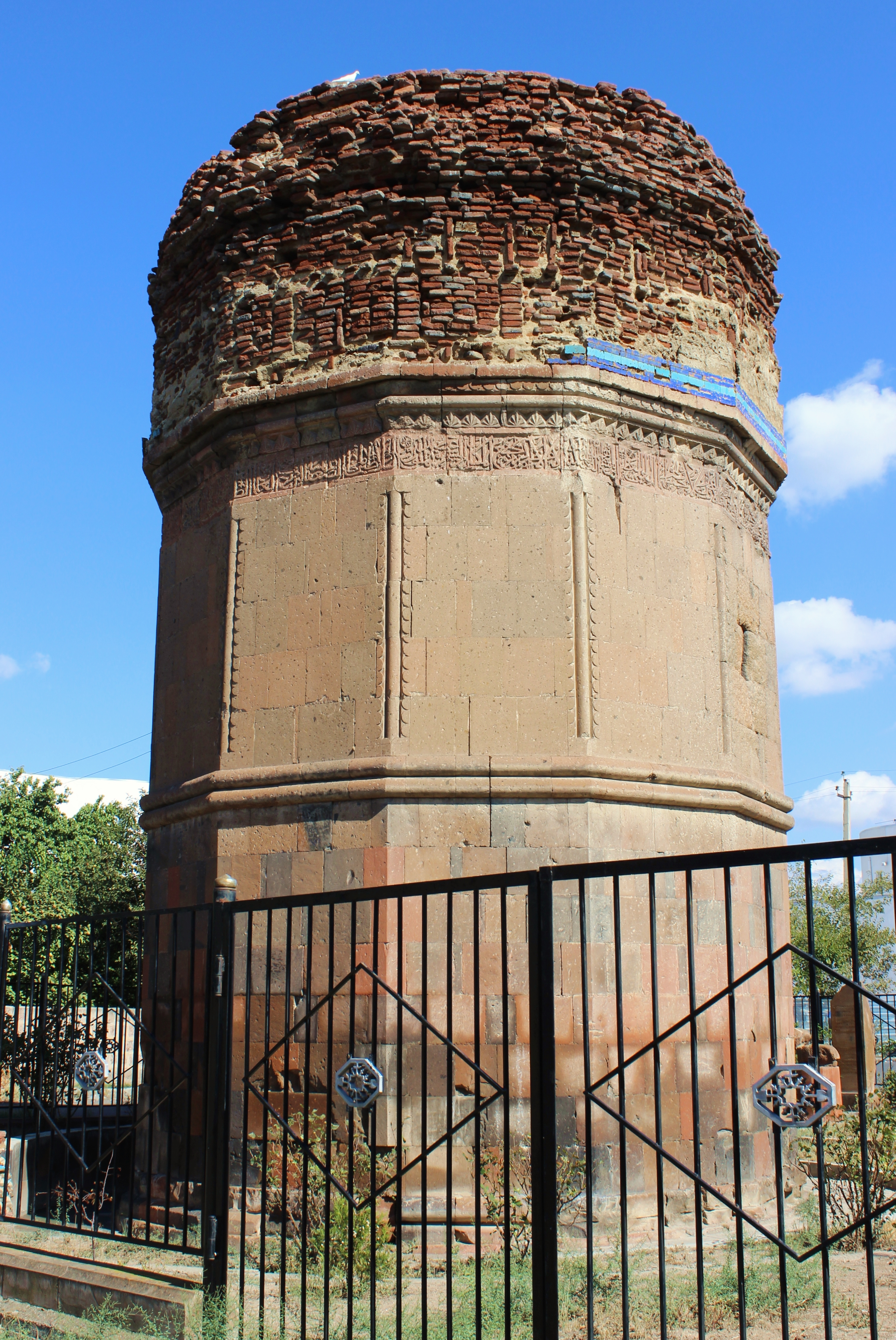
نمای جنوب‌غربی بقعه.
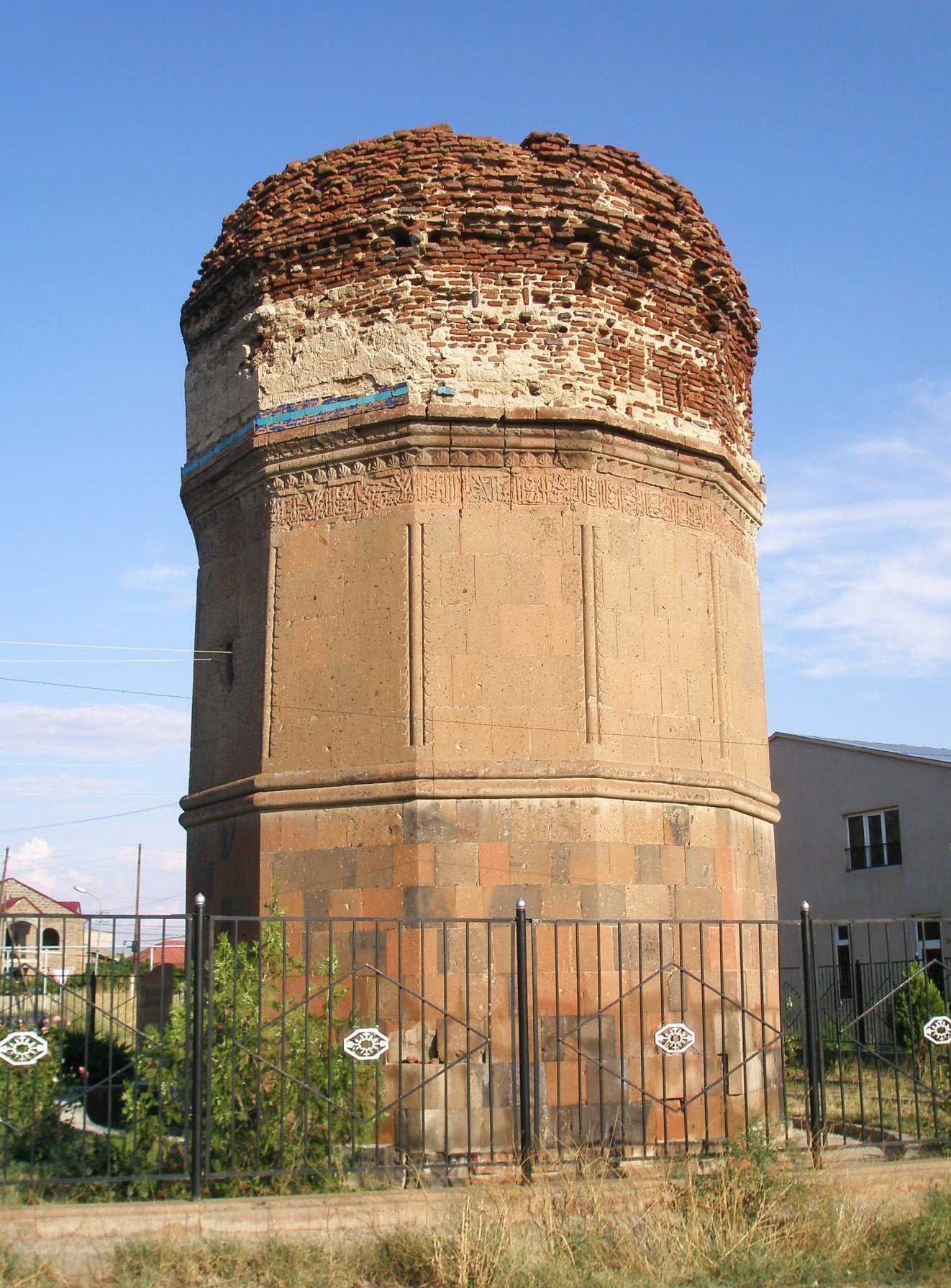
نمای‌غربی بقعه.
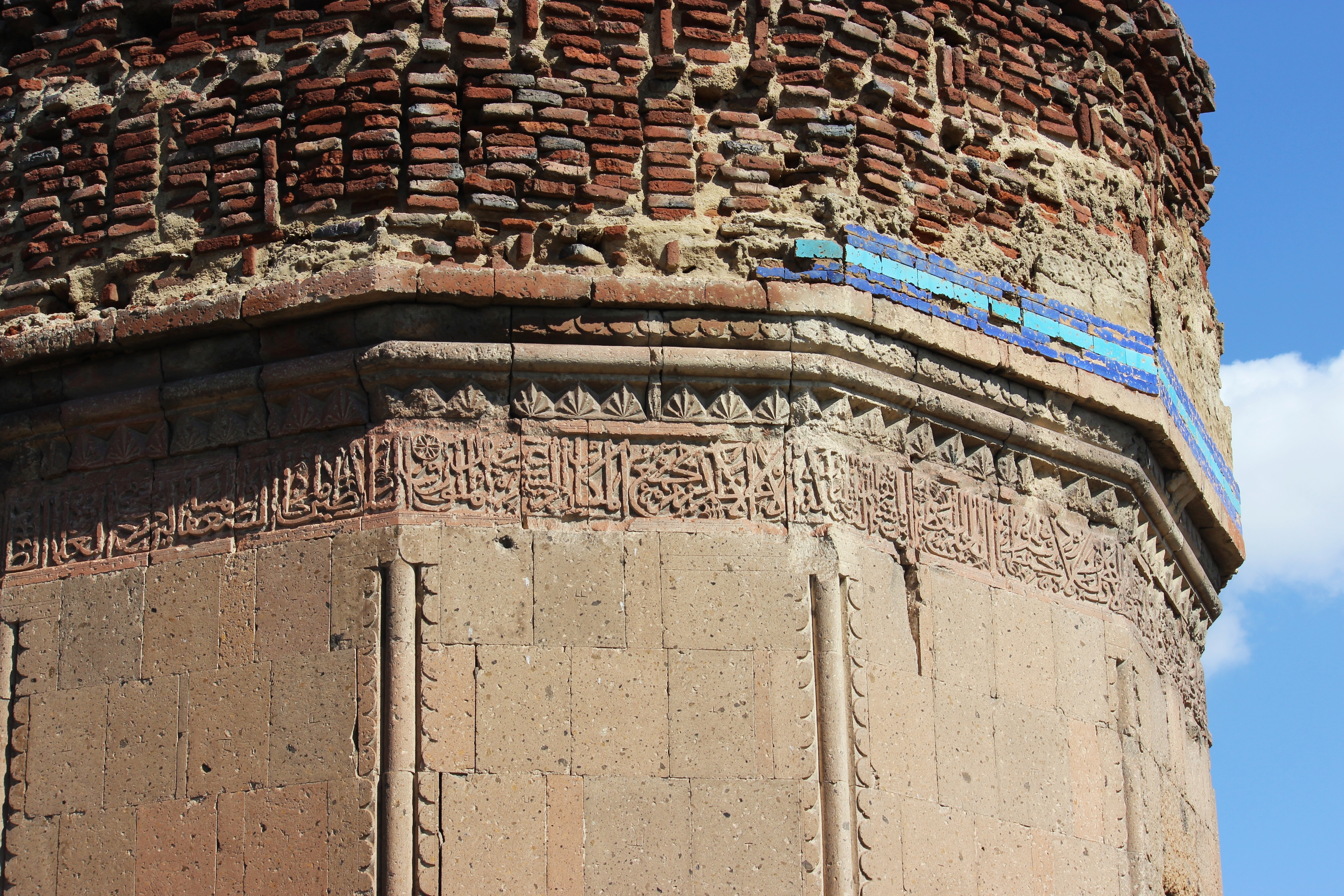
جزئیات کتیبه زیر گنبد.
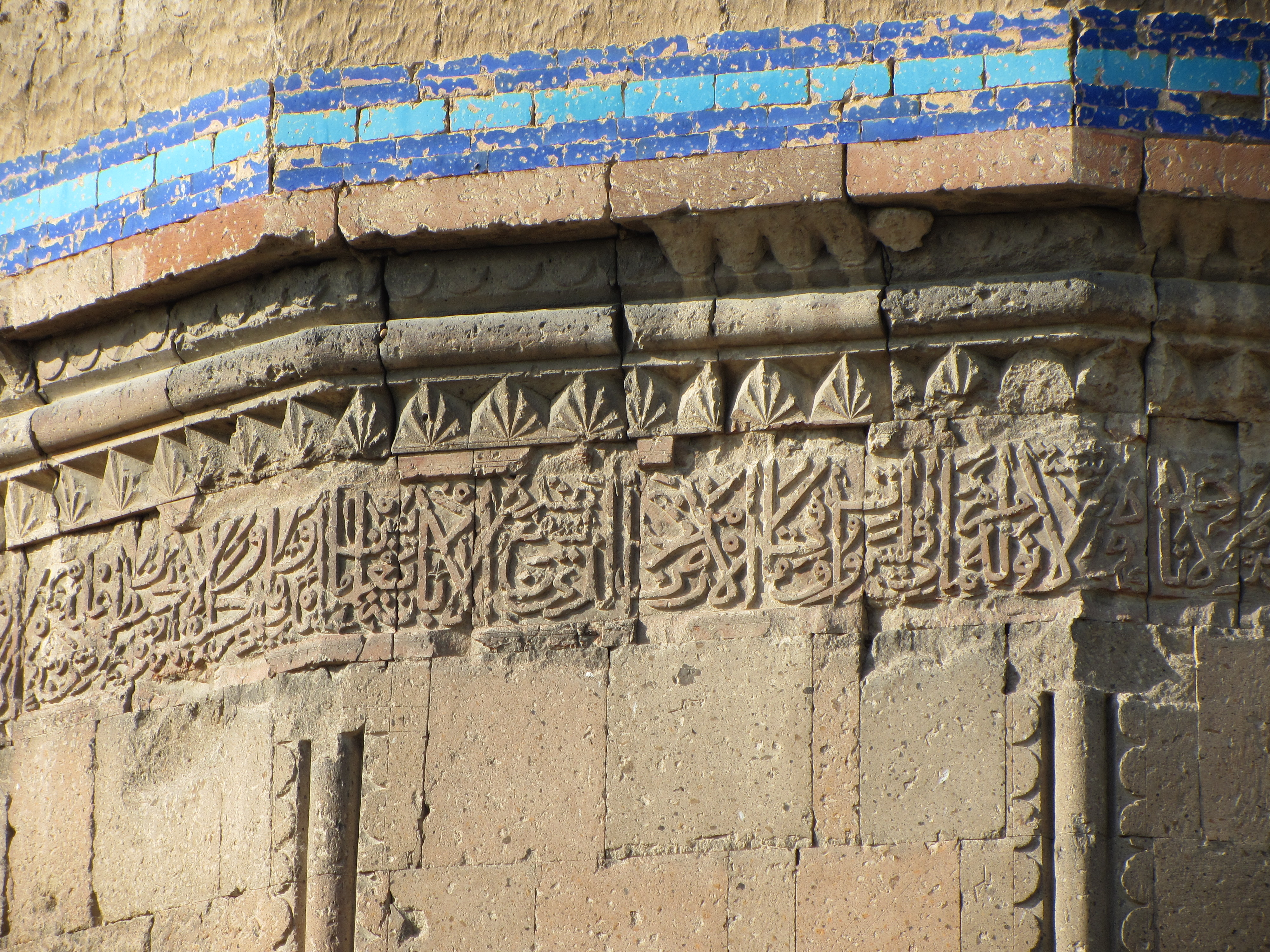
جزئیات کتیبه زیر گنبد.
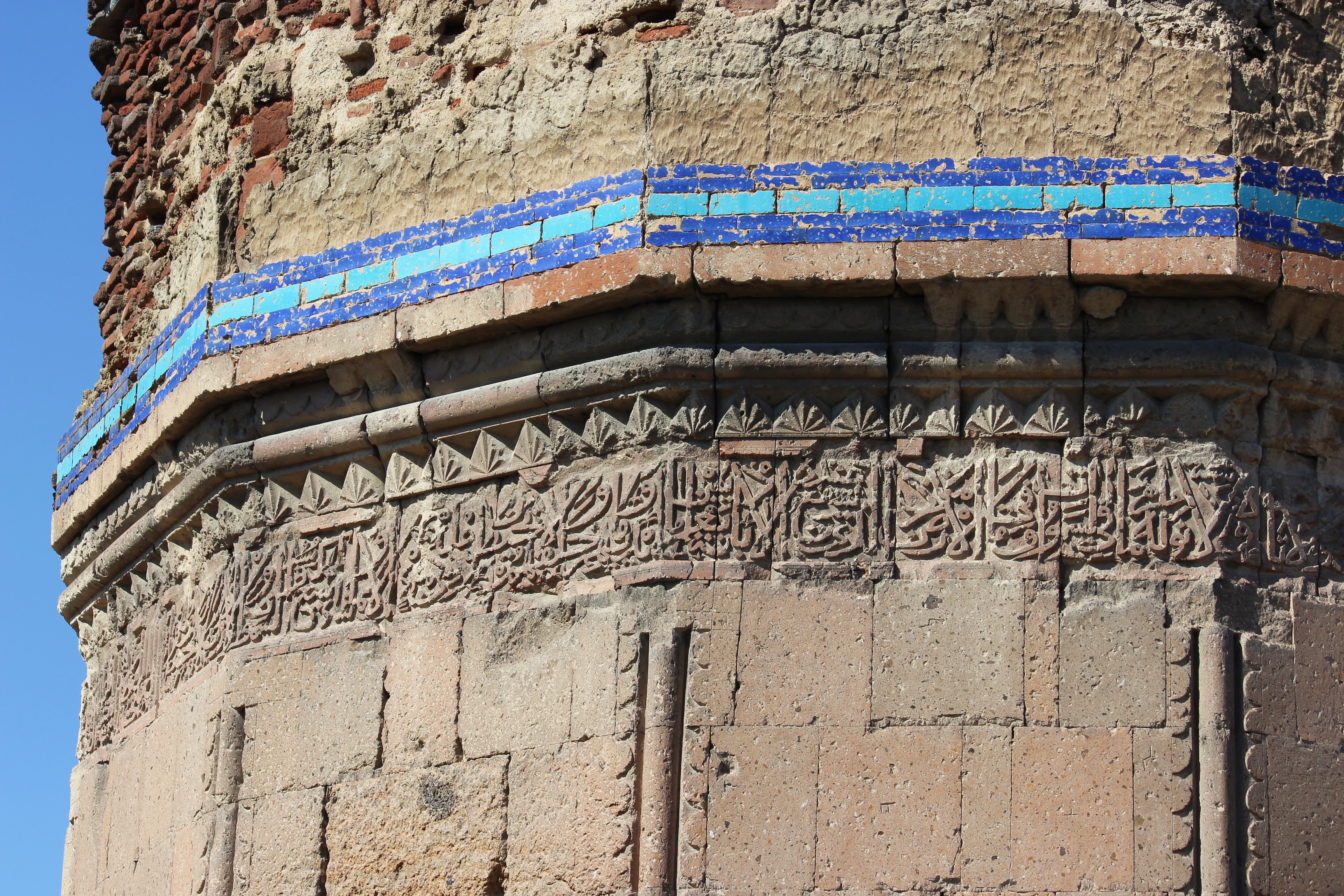
جزئیات کتیبه زیر گنبد.